# Serdar Öztürk
Serdar Öztürk (Zaandam, 10 juni 1988) is een Turkse-Nederlands voetballer die als aanvaller speelde.
Hij debuteerde op 26 augustus 2007 in de wedstrijd FC Groningen - De Graafschap (0-2).

## Clubstatistieken
| Seizoen        | Club            | Land      | Competitie     | Duels | Goals |
| -------------- | --------------- | --------- | -------------- | ----- | ----- |
| 2007/08        | FC Groningen    | Nederland | Eredivisie     | 1     | 0     |
| 2008/09        | FC Groningen    | Nederland | Eredivisie     | 0     | 0     |
| 2008/09        | BV Veendam      | Nederland | Eerste divisie | 15    | 5     |
| 2009/10        | FC Omniworld    | Nederland | Eerste divisie | 16    | 3     |
| 2010/11        | Almere City FC  | Nederland | Eerste divisie | 7     | 2     |
| 2011/12        | Almere City FC  | Nederland | Eerste divisie | 10    | 2     |
| 2012/13        | SV Spakenburg   | Nederland | Topklasse      | 12    | 0     |
| Totaal         | Totaal          | Totaal    | Totaal         | 49    | 10    |
| Bijgewerkt tot | 7 augustus 2020 |           |                |       |       |